# (5041) Theotes
(5041) Theotes (1973 SW1) – planetoida z grupy trojańczyków okrążająca Słońce w ciągu 11,71 lat w średniej odległości 5,15 j.a. Odkryta 19 września 1973 roku.